# Úholičky
Úholičky jsou obec v okrese Praha-západ ve Středočeském kraji. Žije zde 817 obyvatel. Rozkládá se v údolí Podmoráňského potoka, osada Podmoráň v dolní části obce vede až do údolí řeky Vltavy, železniční trať se zastávkou ani vltavské pobřeží však už k ní katastrálně nepatří. Centrum Úholiček je položeno výše, blíže k obci Velké Přílepy.

## Historie
V období od 12. do 9. století před naším letopočtem žil v oblasti Úholiček lid knovízské kultury. Rozhodující bitva na Turském poli z legendy o lucké válce bývá situována do lokality „Na zabitém“, tedy do oblasti dnešní skládky odpadu na území Úholiček mezi Úholičkami a Turskem.
Původní název vsi zněl Hoholice. Ve 14. století byly majetkem svatovítské kapituly, císař Zikmund je v roce 1420 církvi zabavil a upsal Václavu z Valovic. Ze záznamu sporu Zdeňka Konopišťského a Oldřicha z Hradce o Stodůlky a Hoholice, „vsi purkrabství pražského“, se usuzuje, že část zdejších statků mohla patřit pražskému purkrabství. Kolem roku 1600 získala ves nakrátko znovu pražská kapitula. Po roce 1620 byla majiteli V. Trmalovi z Toušic zkonfiskována a poté ji koupil císařský místodržící kníže Karel z Lichtenštejna, který ji majetkově spojil s Roztokami. Roku 1837 prodal majitel roztockého zámku J. Leder Úholičky pražskému měšťanu Martinu Novákovi. Ten se proslavil tím, že místní provinilce vsazoval bez soudu do vězení při svém dvoře i za drobné přestupky. Jeho dědicové velkostatek roku 1860 prodali. Roku 1873 jej koupil hrabě Waldštejn, který, jak píše obecní kronika, „ze sebe nedělal žádné panstvo“. Skoupil dva sousední statky, nechal je zbořit a na jejich místě zřídil zámecký park se vzácnými dřevinami. Jeho syn Zdeněk Waldštejn nabídl pozemek obci pro stavbu obecné školy, ale obec z finančních důvodů odmítla. Roku 1880 Waldštejnové pronajali pole a hospodářská stavení Abrahamu Steinovi, který zde založil farmu na šlechtění řepného semene.
V roce 1901 koupil zámek, velkostatek a polnosti všestranný podnikatel a politik Josef Wohanka, který se už předtím zabýval šlechtěním řepného semene. Za zásluhy o rozvoj zemědělství mu byl císařem udělen rytířský titul. Roku 1909 zrestauroval a přestavěl zámek. Jeho synové rozšířili činnost i do Turska a Roztok a firma vyvážela řepné semeno do mnoha zemí světa. Za první světové války padlo na frontách 20 zdejších občanů, včetně jednoho z Wohankových synů.
V roce 1932 bylo obci Úholičky (tehdy ještě bez Podmoráně) 600 obyvatel a byly zde evidovány tyto živnosti a obchody: 6 autodpravců, holič, 4 hostince, konsum Včela, kovář, 2 obuvníci, 7 rolníků, 2 řezníci, 2 obchody se smíšeným zbožím, 2 trafiky, velkostatek. V čp. 2 byl výstavní hosinec „U Slovanské lípy“ a zejména pro pražské výletníky sloužil zájezdní hostinec „U Hlaváčků“. Na svatou Annu roku 1933 došlo v zatáčce u zámku k první srážce aut v dějinách obce, šlo o nákladní auta. V místní části Krakov bylo za první republiky zřízeno přírodní divadlo.
26. března 1942 byl z věže obecního domku zabaven zvon se svatým Floriánem z roku 1859. V květnu 1945 se na velkostatku v Úholičkách ubytovali vojáci Rudé armády. Objekt šlechtitelské stanice proměnili v kasárna a zničili její zařízení. Majitelům se podařilo odvézt a zachránit selekční materiál, roku 1949 pak byli Wohankové donuceni ukončit své podnikání.

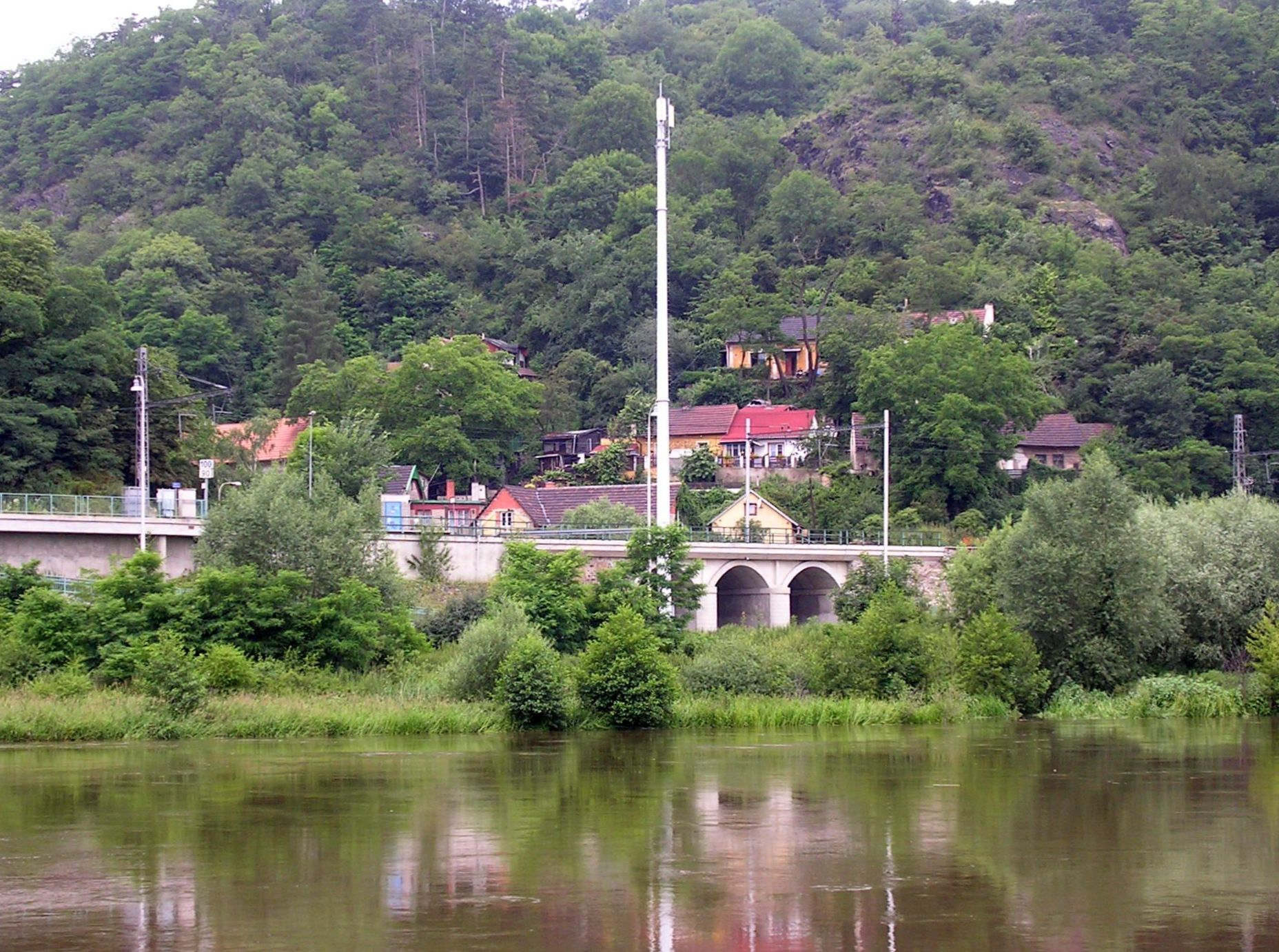
Podmoráň v červnu 2009

V roce 1950 byla k Úholičkám připojena Podmoráň, dosud náležející k Žalovu. Zemědělci byli zkolektivizováni. V šedesátých letech bylo zdejší zemědělské družstvo začleněno do gigantického JZD Rudá záře Velké Přílepy. Ves chátrala a vylidňovala se, za tři desetiletí klesl počet jejích obyvatel na třetinu. Mezi její první kroky patřilo vybudování obecního vodovodu a kanalizace a v roce 1994 zřízení první části velkoskládky. 7. července 1997 byla do oblasti zavedena Pražská integrovaná doprava, přes Úholičky je závlekem vedena linka 350 s intervalovým provozem po celý týden.
28. května 2012 zastupitelstvo obce jednomyslně schválilo zřízení tříčlenného osadního výboru osady Podmoráň. Z řad podmoráňských v té době zazníval například odpor k záměru obce zřídit pod Podmorání přístavní molo, osadní výbor se poté vyjadřoval i k záměru zřídit v Podmoráni čističku odpadních vod (dosud jsou odpadní vody z Úholiček přečerpávány nahoru do Velkých Přílep). Webová stránka podmoráňského osadního výboru, inzerovaná na obecním webu, v únoru 2014 již nebyla dostupná.

## Obyvatelstvo

### Počet obyvatel
Počet obyvatel je uváděn za Úholičky podle výsledků sčítání lidu včetně místních části, které k nim v konkrétní době patří. Je patrné, že stejně jako v jiných menších obcích Česka počet obyvatel v posledních letech roste. V celé roztocké aglomeraci nicméně žije necelý 1 tisíc obyvatel.
| Rok            | 1869 | 1880 | 1890 | 1900 | 1910 | 1921 | 1930 | 1950 | 1961 | 1970 | 1980 | 1991 | 2001 | 2011 | 2021 |
| -------------- | ---- | ---- | ---- | ---- | ---- | ---- | ---- | ---- | ---- | ---- | ---- | ---- | ---- | ---- | ---- |
| Počet obyvatel | 332  | 349  | 382  | 430  | 481  | 525  | 787  | 631  | 656  | 611  | 551  | 466  | 499  | 711  | 799  |
| Počet domů     | 40   | 44   | 45   | 47   | 57   | 64   | 136  | 159  | 180  | 170  | 157  | 174  | 215  | 251  | 264  |

## Obecní správa

### Územněsprávní začlenění
Dějiny územněsprávního začleňování zahrnují období od roku 1850 do současnosti. V chronologickém přehledu je uvedena územně administrativní příslušnost obce (části obce) v roce, kdy ke změně došlo:
- 1850 země česká, kraj Praha, politický i soudní okres Smíchov[13]
- 1855 země česká, kraj Praha, soudní okres Smíchov
- 1868 země česká, politický i soudní okres Smíchov
- 1927 země česká, politický okres Praha-venkov, soudní okres Praha-západ[14]
- 1929 země česká, politický okres Praha-venkov, soudní okres Praha-sever[15]
- 1939 země česká, Oberlandrat Praha, politický okres Praha-venkov, soudní okres Praha-sever[16]
- 1942 země česká, Oberlandrat Praha, politický okres Praha-venkov-sever, soudní okres Praha-sever[17]
- 1945 země česká, správní okres Praha-venkov-sever, soudní okres Praha-západ[18]
- 1949 Pražský kraj, okres Praha-západ[19]
- 1960 Středočeský kraj, okres Praha-západ
- k 1. lednu 1980 Středočeský kraj, okres Praha-západ, obec Velké Přílepy[20]
- k 24. listopadu 1990 Středočeský kraj, okres Praha-západ[20]
- 2003 Středočeský kraj, obec s rozšířenou působností Černošice

### Členění obce
- Úholičky
- Podmoráň, také z části spadá k Roztokům
- Chaloupky

### Obecní symboly
Znak a vlajka byly obci uděleny rozhodnutím předsedkyně Poslanecké sněmovny Parlamentu České republiky dne 24. února 2012.

## Doprava
Pod osadou Podmoráň prochází katastrálními územími Letky a Žalov železniční trať Praha – Kralupy nad Vltavou – Děčín. Na území Žalova má u Podmoráně železniční zastávku Úholičky, v níž zastavují frekventované příměstské osobní vlaky.
Severním okrajem Úholiček prochází silnice III/2407, která přichází levým břehem Podmoráňského potoka z Velkých Přílep a pokračuje k severovýchodu přes Chýnov do Libčic nad Vltavou. Severně od vsi se od ní odděluje silnice III/24013 na sever do Turska. Od návsi na opačnou stráň Podmoráňského údolí stoupá serpentinou silnice III/2423 až na hřebínek po němž vede silnice III/2421 mezi Roztokami a Velkými Přílepy. Touto silnicí zajíždějí závlekem do Úholiček autobusy linek 350 a 604 Pražské integrované dopravy. Obě linky provozuje ČSAD MHD Kladno a. s., po většinu pracovního i volného dne mají autobusy hodinový interval, ve špičkách pracovního dne jezdí dva až tři za hodinu. Na návsi mají zastávku „Úholičky“, cestou dolů zastávku „Úholičky, V Kopci“ a cestou nahoru zastávku „Úholičky, Na Habří“. Úzká silnička vedoucí od návsi Podmoráňským údolím až do Podmoráně k železniční trati nese označení III/2408.
V roce 1991/1992 jezdila do obce frekventovaná linka ČSAD 10360 (Praha–Roztoky–Lichoceves/Libčice n. Vlt.) a jeden a půl páru spojů na lince 13840 (Kladno–Úholičky).
U Podmoráně se na vltavském břehu nachází přístavní molo, pravidelné lodní linky však tímto úsekem Vltavy jezdí jen několikrát do roka a v Úholičkách nezastavují. Od dubna 2014 byl zaveden víkendový přívoz z Úholiček do Řeže, který je v době letních prázdnin v provozu denně.
V Úholičkách se křižují značené cyklotrasy 0081 a 0082, které je spojují s Úněticemi, Velkými Přílepy, Turskem a Libčicemi. Přes Úholičky vedou dvě turistické trasy KČT: zelená z vlakové zastávky Úholičky do Roztok a žlutá z Přední Kopaniny přes Statenice, Černého vola, Úholičky do vlakové zastávky Roztoky-Žalov. Je zde rovněž naučná stezka "Rozhlédni se člověče".

## Území a život

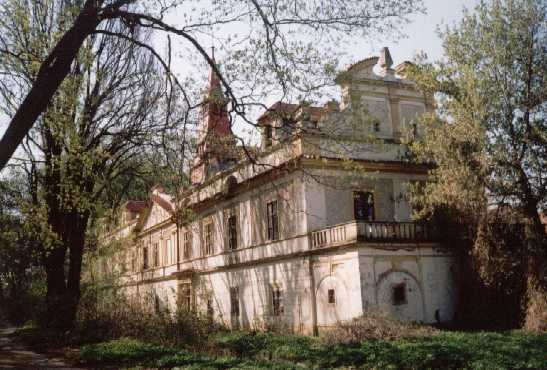
Zámeček

Vsi dominuje památkově chráněný zámeček. Další výraznou budovou je statek u návsi, který je zčásti přebudován na moderní bydlení. Ve vsi se nachází též jeden obchod na návsi, dětské hřiště, školka, dva hostince, veterinář, obecní úřad, obecní knihovna s přístupem na internet a malý soukromý zookoutek. V obci funguje vodovod s pitnou vodou, elektrická síť, internet a kabelová televize. V severní části obce, v klínu mezi silnicemi III/24013 k Tursku a III/2407 k Chýnovu, se nachází velkokapacitní skládka odpadu, kterou provozuje společnost REGIOS.
Na vltavském břehu se u Podmoráně, zčásti na území Žalova a zčásti na území Letek, nachází vodárna Podmoráň, což je úpravna a čerpací stanice průmyslové vody pro kladenský průmyslový areál. Přes území Úholiček vede dálkové potrubí a nedaleko skládky se nachází horní část úpravny vody.
K obci patří též zčásti zalesněné a skalnaté kopce lemující údolí Vltavy a Podmoráňského potoka. V jižní části Podmoráně se nachází vrchol kopce Stříbrníku (311, 2 metru), v severní části na masivu Moráňských skal Podmoráňská vyhlídka na údolí Vltavy. Levou stranu Podmoráňského údolí protíná též údolí menšího přítoku, u nějž se nacházejí v oblasti V Sedlištích bývalé lomy, na okraji vsi přírodní divadlo Na Krakově. Místními zajímavostmi provázejí směrovky a informační tabule naučné stezky „Rozhlédni se, člověče“, vybudované roku 2013, směrovky vedou též ke Švestkovně, na Stříbrník, na Řivnáč a další místa. Na jižní straně obce byl vybudován park Švestkovna pro setkávání obyvatel obce; je tam umístěno několik prolézaček, lanový most, lanovka pro starší děti a ohniště pro společné akce. Revitalizaci obce a rozvojové projekty obec provádí prostřednictvím akční skupiny Přemyslovské střední Čechy o. p. s., přes kterou žádá o dotace na obnovu a rozvoj venkova. V obci jsou pojmenovány ulice prostými místopisnými jmény (jen jedna z ulic, Haškova, nese pojmenování po osobě), hlavní prostranství nese jméno Náves.
V obci působí výtvarný a šachový kroužek. Konají se zde pravidelně dětské či jiné karnevaly, výtvarné vánoční, velikonoční či jiné dílny, lampionové průvody, jejichž součástí bývá také divadlo pro nejmenší, svatomartinský průvod, vynášení Morany, společné slavení začínajícího adventu v první adventní neděli na úholičské návsi a jarní čištění studének u příležitosti vítání jara.